# Charles Gordon
Charles Gordon, född 13 maj 1947 i Mississippi, död 31 oktober 2020 i Los Angeles, var en amerikansk filmproducent och bror till Lawrence Gordon.

## Filmografi
- 1986 – Night of the Creeps
- 1988 – The Wrong Guys
- 1989 – Drömmarnas fält
- 1989 – En snut på hugget
- 1989 – Lock Up
- 1990 – Die Hard 2
- 1990 – The Rocketeer
- 1991 – The Super
- 1992 – Unlawful Entry
- 1995 – Waterworld
- 1997 – Räddningen
- 1999 – October Sky
- 2004 – The Girl Next Door
- 2007 – Hitman